# Saint Mary-of-the-Woods College
Das Saint Mary-of-the-Woods College ist ein römisch-katholisches College der Künste. Es ist das älteste katholische College für Frauen in den USA.

## Geschichte
Mutter Théodore Guérin kam mit ihren Gefährtinnen am 22. Oktober 1840 in Saint Mary-of-the-Woods an. Dort baute sie eine Mädchenschule auf. Die ersten Schülerinnen wurden im Juli 1841 aufgenommen. Bereits 1846 wurde eine staatliche Charta erlassen, welche es dem College erlaubte, akademische Ehrungen und Hochschulabschlüsse zu vergeben. 1899 verlieh die Schule den ersten Bachelor of Arts. Als erstes Frauencollege bot es Journalistenkurse an. Mit der Ausweitung der Karrieremöglichkeiten für Frauen bot es Kurse in IT, BWL, Krankenpflege, Psychologie und Tierkunde an. 1973 wurde das Fernstudium eingeführt. Heute werden Abschlüsse in über 30 Hauptfächern vergeben. Seit 2005 durften Männer an den Fernstudiengängen teilnehmen und 2015 wurde dies auf alle Studiengänge ausgeweitet.

## Bekannte Absolventen
- Marie Louise Andrews (1849–1891), Schriftstellerin und Journalistin
- Amalia Küssner Coudert (1863–1932), Malerin und Miniaturistin
- Schwester Kathleen Desautels, Aktivistin
- Schwester Barbara Doherty, Pädagogin und Theologin, Präsidentin des Saint Mary-of-the-Woods College 1984–1988
- Mary Fendrich Hulman (1905–1998), Matriarchin der Familie Hulman
- Mari Hulman George, emeritierter Vorsitzender des Indianapolis Motor Speedways
- Mary Pat Kelly, Schriftstellerin
- Schwester Jeanne Knoerle (1928–2013), Autorin und Erzieherin, Präsidentin des Saint Mary-of-the-Woods College (1968–1983)
- Marta Linares, First Lady von Panama (2009–2014)
- Caroline Myss, Autorin von mystischer Literatur
- Kathy Sinnott (* 1950), irisches Mitglied des Europäischen Parlaments (2004–2009) und Aktivistin für Behindertenrechte
- Schwester Alexa Suelzer (1918–2015), Theologin, Autorin und Erzieherin, bekannt für alttestamentliche Arbeiten
- Jean Wilkowski, Autor und Botschafter
- Sarah Vaughn, Comicautorin und Künstlerin (Alex + Ada, Sparkshooter etc.)